# والرا فراتا
والرا فراتا (به ایتالیایی: Valera Fratta) یک کومونه در ایتالیا است که در استان لودی واقع شده‌است.

## خصوصیات
والرا فراتا ۸٫۲ کیلومترمربع مساحت و ۱٬۶۷۱ نفر جمعیت دارد و ۷۸ متر بالاتر از سطح دریا واقع شده‌است.